# Köttfärslimpa

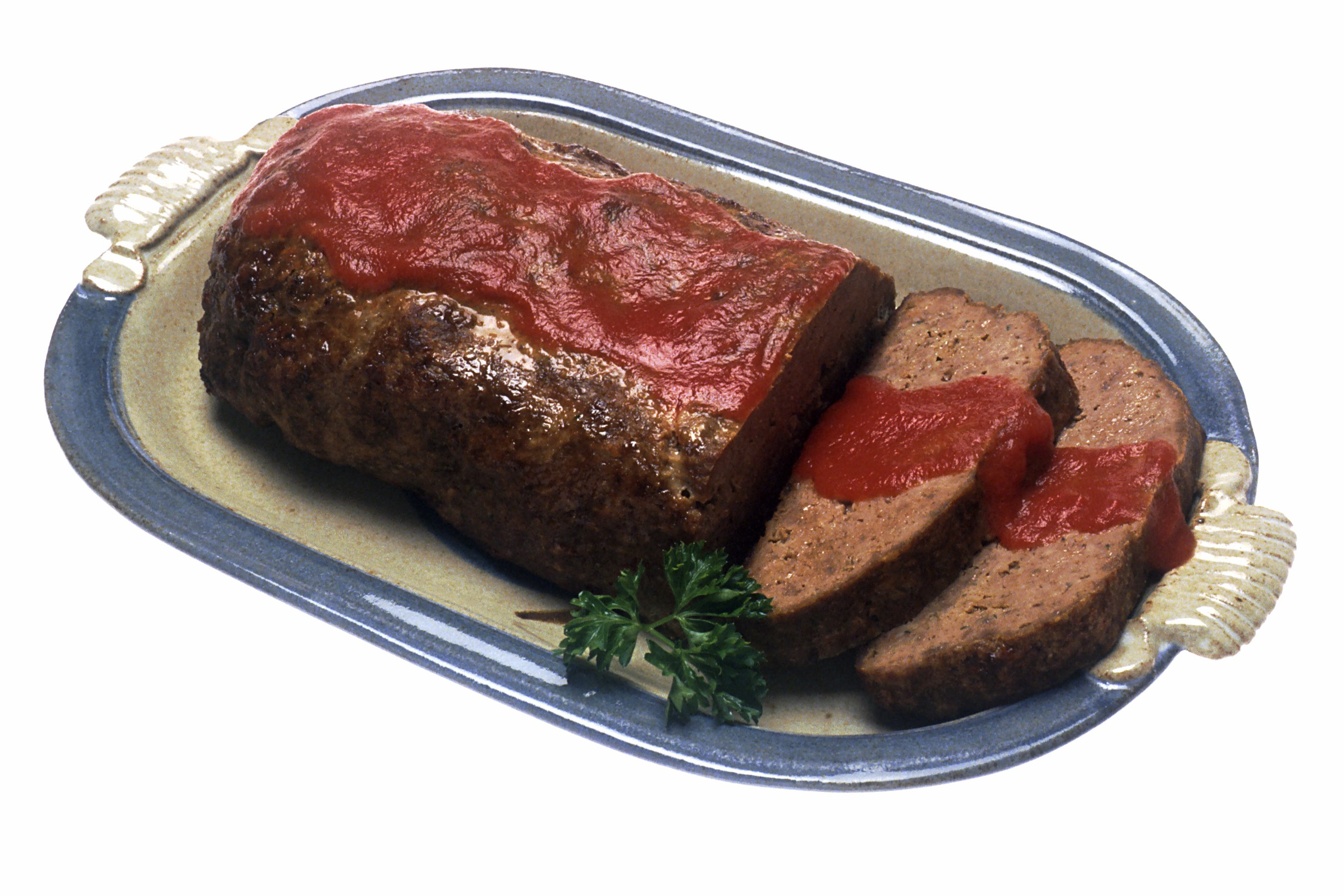
Köttfärslimpa med en sås ovanpå.

Köttfärslimpa är en maträtt huvudsakligen gjord på  köttfärs och vanligen formad som en avlång brödlimpa och tillagad i ugnen. Längs Sveriges västkust kallas den ofta köttgrotta.
Köttfärslimpan har lång historia. De gamla romarna åt köttfärslimpa. I Sverige var den rikemansmat fram till mitten av 1800-talet, när köttkvarnar började användas.
I den klassiska svenska varianten av köttfärslimpa ingår köttfärs, salt, vit- och/eller svartpeppar, ägg, mjölk/grädde, lök och ströbröd. Köttfärsen är oftast en blandning av nötfärs och fläskfärs, men köttfärslimpa kan även göras på ren nötfärs. Även andra typer av färs, såsom vilt och lamm, är vanligt. Köttfärslimpan kan vara täckt med bacon och fylld med till exempel grönsaksprimörer, svamp eller ost.
Vanliga tillbehör är kokt potatis eller potatismos, brunsås/gräddsås/sky, lingonsylt och ättiksgurka.